# Родриго Коралес
Родриго Коралес (шп. Rodrigo Corrales; Кангас, 24. јануар 1991) шпански је рукометаш и репрезентативац који тренутно игра за мађарског прволигаша Веспрем на позицији голмана. Пре Веспрема играо је за Барселону, Уеску, Висла Плоцк и Париз Сен Жермен.
За репрезентацију Шпаније дебитовао је 2014. године са којом је освојио злато на Европском првенству 2018. и 2020. године, сребро на Европском првенством 2022. и бронзу на Олимпијским играма 2020. и Светском првенству 2021.

## Клупски профеји

### Барселона
- АСОБАЛ лига: 2012.
- Куп АСОБАЛ: 2012.

### Париз Сен Жермен
- Првенство Француске: 2018, 2019, 2020.
- Куп Француске: 2018.
- Лига куп Француске: 2018, 2019, 2020.

### Веспрем
- СЕХА лига: 2021.
- Куп Мађарске: 2018.